# Channel 7 (Tailândia)
Channel 7 é uma rede de televisão aberta tailandesa com sede na cidade de Bancoque. Ela pertence a Bangkok Broadcasting Television que atua sob licença do Exército Real Tailandês.

## História
A fundação do Channel 7 ocorreu através de uma cerimônia realizada em 27 de novembro de 1967, com a mesma sendo presidida pelo então Primeiro Ministro da Tailândia, Thanom Kittikachorn. O primeiro programa exibido foi o Concurso ao vivo de Miss Tailândia de 1967. A partir de 1 de janeiro de 1972, sua programação até então restrita a exibição em Bancoque, passou para todo o país. 
Em 25 de abril de 2014, passou a exibir sua programação em HD. Três anos depois, em 19 de junho de 2017, o Channel 7 recebeu autorização da Comissão Nacional de Radiodifusão e Telecomunicações para encerrar sua transmissão analógica, processo concluído em 16 de junho de 2018.  